# 梂义铁路
梂义铁路，全称梂戛－义坛铁路，是一条越南乂安省的米轨铁路，沿途经过琼瑠县和义坛县及太和市社，全长30公里。这条线可以连接到南北铁路。
在1960年代初，乂安省政府实行了向繁荣的西部地区迁移人口以发展新经济的政策。为了满足低地与山区之间的交通需求，1966年建成了此铁路。但自20世纪90年代以来，因为公交巴士与卡车的普及，梂义铁路运量开始减少，并于2006年停止客运业务，至2012年更全面停运。